# Kolkhoze
 (mars 2017).
Si vous disposez d'ouvrages ou d'articles de référence ou si vous connaissez des sites web de qualité traitant du thème abordé ici, merci de compléter l'article en donnant les références utiles à sa vérifiabilité et en les liant à la section « Notes et références ».

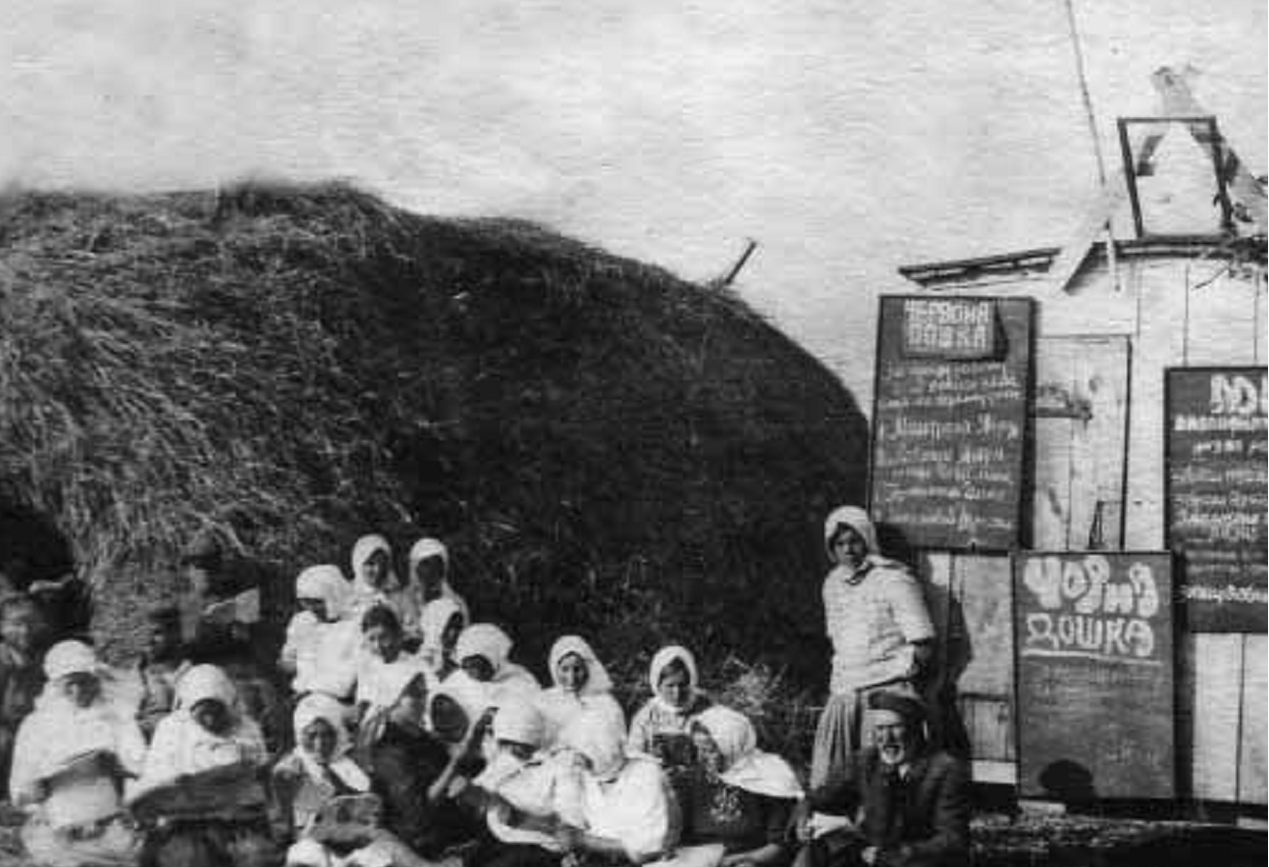
Un kolkhoze en 1932.

Un kolkhoze (en russe колхоз, [kɐˈlxos] ) était un système agricole en Union soviétique, où les terres et les moyens de production étaient mis en commun. Il remplaça les artels. Le mot kolkhoze est une contraction de коллективное хозяйство (kollektivnoïé khoziaïstvo), « ferme collective », alors que sovkhoze est une contraction de советское хозяйство (littéralement « ferme soviétique »). Les kolkhozes et sovkhozes étaient deux composantes du système agricole, dont l'idée a émergé après la révolution d'Octobre 1917 et qui fut officiellement lancé en 1928-1929 sous Staline.
Selon Moshe Lewin, le système kolkhozien était une structure hybride combinant des principes incompatibles : le kolkhoze, les stations de machines et tracteurs (MTS) et le lopin privé étaient condamnés à coexister péniblement, mais le tout ne formait ni une coopérative, ni une usine, ni une exploitation privée (le terme « collectif » était dans ce cas totalement inapproprié). La « collectivisation » – qui n’avait donc rien de collectif – a eu une profonde influence sur le système étatique
Le membre d'un kolkhoze était appelé kolkhoznik ou kolkhoznitsa au féminin (en russe : колхозник ou колхозница). Les kolkhozniks étaient payés en parts de la production du kolkhoze et du profit fait par le kolkhoze, proportionnellement au nombre d'heures travaillées. Les kolkozniks étaient en plus autorisés à posséder des terres, de l'ordre de 4 000 m2, et un peu de bétail.

## Histoire
Les années 1920 furent caractérisées par l'émergence spontanée et apparemment volontaire de plusieurs systèmes collectifs, qui étaient une version modernisée du mir traditionnel, tel le Toz. C'est uniquement après cela qu'apparaît le kolkhoze. Cette évolution progressive vers l'agriculture collective[réf. nécessaire] dans les quinze années suivant la révolution d'Octobre contraste avec la brusque collectivisation commencée en 1928.
Les kolkhozes furent en effet massivement mis en place par Joseph Staline dans le cadre de la politique de collectivisation avec la suppression des exploitations agricoles privées. À partir de 1929, la participation à un kolkhoze ou à un sovkhoze fut rendue obligatoire par les autorités soviétiques. Les membres du kolkhoze ne conservaient pas le droit de sortir librement de celui-ci. Et ceux qui sortaient tout de même du kolkhoze ne pouvaient prétendre à une indemnisation pour la perte de leur terre. De 1929 à 1935, les récoltes furent systématiquement confisquées aux paysans qui refusaient de participer aux fermes collectives, ainsi que tout autre moyen de s'alimenter.[réf. nécessaire] Cette gigantesque famine organisée qui fit des millions de morts en Ukraine et dans le sud de la Russie, l'Holodomor, est reconnue officiellement par le Canada et d'autres pays comme un génocide[réf. nécessaire]. La thèse du génocide a été critiquée par un grand nombre d'historiens, notamment Hiroaki Kuromiya, professeur à l'université de l'Indiana et Mark B. Tauger, professeur associé à l'Université de Virginie-Occidentale.
À la fin de 1939, les travailleurs des kolkhozes sont au nombre de 29 millions, soit 46,1% de la population active, auxquels il faut ajouter 1 760 000 travailleurs des sovkhozes et des autres entreprises agricoles, et 530 000 employés des stations de machines et tracteurs (MTS).
Bien des années plus tard, dans la période poststalinienne, et en dépit de nombreuses améliorations et réformes, les traces de cette politique agricole volontariste des années 1930 avaient encore une conséquence humiliante: alors que les « collectifs » étaient dotés de champs immenses et d'une armada de tracteurs, et malgré une population rurale toujours plus considérable, le pays était obligé d'importer des céréales des États-Unis.
À la chute de l'Union soviétique en 1991, le pays comptait 45 % de sovkhozes et 55 % de kolkhozes. La taille moyenne d'un sovkhoze était de 153 km² (15 300 hectares), soit plus du double de celle d'un kolkhoze.[réf. nécessaire]

### L'après 1991
Avec la dissolution de l'Union soviétique en décembre 1991, les ex-républiques soviétiques sont devenues des États indépendants qui menèrent, avec plus ou moins de vigueur et de détermination, une restructuration de leur économie centralisée dans l'optique de parvenir à une économie de marché. La réforme agraire fut ainsi l'une des composantes majeures de l'agenda de cette transition économique pour ces nouveaux états indépendants. Ces réformes permirent et privilégièrent avant tout l'exploitation familiale mais elles permirent aussi à de nouvelles formes d'entreprises agraires d'émerger telles les sociétés par action, des sociétés anonymes ou des coopératives agricoles. Les kolkhozes et les sovkhozes furent ainsi généralement tenus de changer leurs statuts dans l'une de ces nouvelles formes d'entreprises. Cette exigence juridique conduisit à la vague d'une restructuration de façade des kolkhozes et des sovkhozes. Leur nombre a ainsi rapidement baissé après 1992, mais bon nombre des nouvelles exploitations agricoles se comportent et fonctionnent pour des raisons pratiques comme les anciens kolkhozes.

## Structures internes
La direction et la gestion des kolkhozes étaient directement inféodées aux décisions des autorités des collectivités territoriales étatiques, ainsi les kolkhozes furent rapidement transformés en émanation de ces dernières, délaissant totalement leur aspect coopératif. La différence entre kolkhozes et sovkhozes fut de plus en plus réduite et un grand nombre de kolkhozes changèrent leur statut pour devenir des sovkhozes.
Les kolkhozniks étaient divisés en brigades qui comprenaient en 1929 entre 15 et 30 familles chacune. Ce sont ces brigades qui endossèrent les responsabilités à court terme de gestion du personnel, de la terre, de l'équipement et des chevaux de trait.

### Obligation
Les membres du kolkhoze avaient pour obligation d'effectuer un nombre minimum de jours de travail par an à la fois pour le kolkhoze lui-même et pour la collectivité rurale, par exemple la construction de routes. Les exigences étaient d'un minimum de 130 jours par an pour chaque adulte valide et de 50 jours pour un garçon âgé entre 12 et 16 ans. Si des membres du kolkhoze n'avaient pas effectué le minimum de travail requis, les sanctions pouvaient être prises comme : la confiscation de la parcelle privée de l'agriculteur, un procès devant un tribunal populaire qui pouvait entraîner trois à huit mois de travail forcé dans le kolkhoze, ou jusqu'à un an dans un camp de travail correctif.
Un système de passeports internes empêcha le mouvement des zones rurales vers les zones urbaines. Jusqu'en 1969, tous les enfants nés dans une ferme collective furent contraints par la loi d'y travailler sauf si celle-ci donnait expressément l'autorisation de partir. En effet, les agriculteurs étaient reliés à leur sovkhoze ou kolkhoze dans ce qui a pu être décrit comme un système de « néo-servage », dans lequel la bureaucratie stalinienne remplaça les anciens propriétaires seigneuriaux.

### Permission
Les membres des kolkhozes furent autorisés à détenir un lopin de terre privé avec quelques animaux. La taille de cette parcelle privée varia au cours de la période soviétique, mais elle fut habituellement d'environ 0,40 ha (environ un acre anglo-saxon). Avant la Révolution russe de 1917, un paysan avec moins de 5,5 ha était jugé trop pauvre pour entretenir une famille. Toutefois, la productivité de ces parcelles se reflétait dans le fait qu'en 1938, 3,9 % du total des terres ensemencées qui avait pris la forme des parcelles privées, produisaient 21,5 % de la production agricole brute.

### Polémique
La collectivisation des terres se basait sur le postulat qu'en remplaçant les fermes non mécanisées (et inefficaces) de petites tailles, alors très communes en Union soviétique, par des fermes mécanisées de grandes tailles, la production de nourriture serait beaucoup plus efficace. Lénine voyait l'agriculture privée comme une source de mentalité capitaliste et espérait remplacer les fermes par des sovkhozes ou des kolkhozes qui transformeraient les ouvriers agricoles en prolétaires, et seraient collectifs par nature.
Cependant, la plupart des observateurs affirment que, malgré des succès isolés, les fermes collectives et les sovkhozes étaient inefficaces.[réf. nécessaire]